# یادبود کشتار خوجالی در برلین

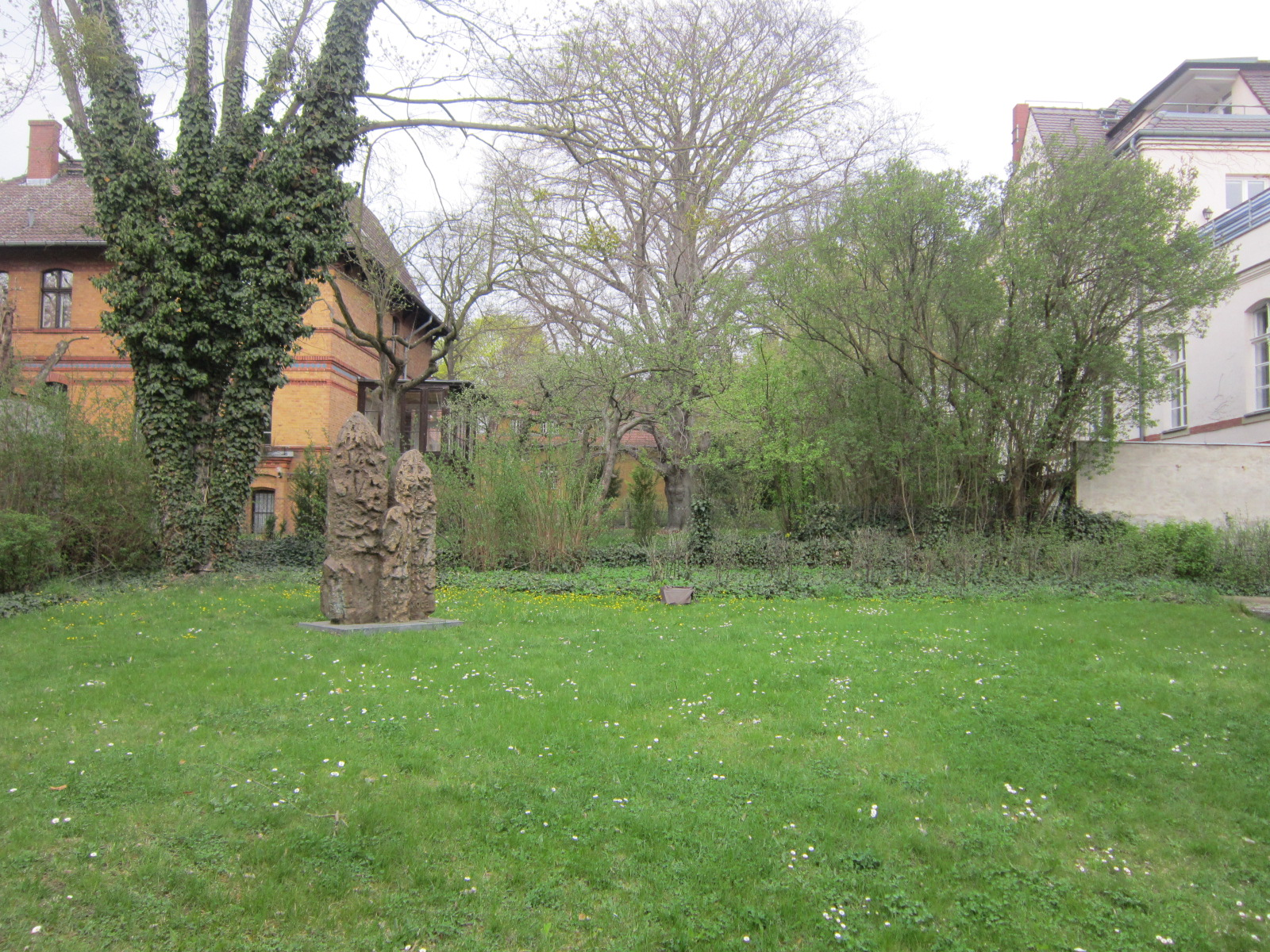

یادبود کشتار خوجالی در برلین (به ترکی آذربایجانی: Xocalı abidəsi (Berlin))، (به آلمانی: Chodschali-Denkmal in Berlin) یک بنای یادبود برای کشتار خوجالی که توسط نیروهای مسلح ارمنستان علیه مردم جمهوری آذربایجان در تاریخ ۲۵-۲۶ فوریه، ۱۹۹۲ رخ داد، گرامی داشته می‌شود. که در بخش استگلیتز-زهلندرف برلین قرار دارد. عاکف عسگروف، علی عبدالله‌یف، سلهب محمدوف از مجسمه‌سازان این اثر بنای یادبود هستند. ابراهیم اخراری هنرمند و مجسمه‌ساز آذربایجانی مقیم برلین آغازگر این بنای یادبود بوده‌است.

## رونمایی
مراسم رونمایی این بنای یادبود در تاریخ ۳۰ مه ۲۰۱۱، توسط نوربرت کوپ شهردار بخش استگلیتز-زهلندرف، عدالت ولی‌یف معاون وزیر فرهنگ و گردشگری جمهوری آذربایجان، نماینده آذربایجانی‌های دور از وطن، جامعهٔ برجسته علمی آلمان و چهره‌های فرهنگی جمهوری آذربایجان و آلمان شرکت کردند. ابراهیم اخراری و پرویز شهبازوف سفیر جمهوری آذربایجان در آلمان نیز از سخنرانان این مراسم بوده‌اند.

## شرح بنای یادبود
این بنا، متشکل از سه مجسمه برنزی، که به معنی امید به آینده و زندگی مسالمت‌آمیز ملت‌ها می‌باشد. و کلمهٔ "خوجالی" به زبان ترکی آذربایجانی نوشته شده‌است. بر روی صفحه‌ای که در پای کتیبه قرار داده شده‌است، نوشته‌های زیر موجود است:
| “برای تحمل، مدارا، صلح و دموکراسی در برابر جنگ و خشونت." یک هدیه به استکلیتز-زهلندروف عاکف عسگروف سلهب محمدوف علی عبدالله‌یف ابراهیم اخراری |

## واژه‌نامه
1. ↑  Steglitz-Zehlendorf
2. ↑  Norbert Kopp